# Ніккі Морган
Нікола Енн Морган (англ. Nicola Ann Morgan, до шлюбу Гріффіт; нар. 1 жовтня 1972, Лондон, Англія) — британський політична діячка-консерваторка та правниця. Членкиня Палати громад від округу Loughborough з 2010 року. З 15 липня 2014 міністерка освіти в уряді Девіда Кемерона.
Вивчала право в Оксфордському університеті, почала адвокатську діяльність у 1994 році (спеціалізується на корпоративному праві).
Економічна секретарка Казначейства з 2013 по 2014, фінансова секретарка Казначейства у 2014, державна міністерка у справах жінок та рівності у 2014.